# Ян Носс
Ян Носс — аптекар, громадський та просвітницький діяч.

## Життєпис
Народився у Чорткові.
Магістр фармації медичного університету Відня (1822). Після навчання деякий час перебуває у Львові, а потім повертається до Чорткова, де на краю чортківського ринку у 1824 році відкриває першу в місті офіційну аптеку.
У 1827 році разом з іншими сприяв видужанню австрійського імператора Франца I і підтримав пропозицію вилити з цієї нагоди спеціальну медаль для лікаря Фрайгена фон Штіфта.

## Родина
Був одружений з Ганною Горлач і мав двох дітей — сина Йосипа Яна (нар. 29 квітня 1831) та дочку Філіпіну Марію (нар. 26 травня 1832).